# ۴۹ (عدد)
۴۹ (عدد)
۴۹(چهل و نه) یک عدد طبیعی است که بعد از ۴۸ و قبل از ۵۰ قرار دارد.
این عدد مربع کامل است.